# Sphedanocoris
Sphedanocoris is een geslacht van wantsen uit de familie van de Reduviidae (Roofwantsen). Het geslacht werd voor het eerst wetenschappelijk beschreven door Carl Stål in 1866.

## Soorten
Het genus bevat de volgende soorten:

- Sphedanocoris distinctus Horváth, 1902
- Sphedanocoris sabulosus (Stål, 1863)
- Sphedanocoris varius Breddin, 1900